# Coupe d'Europe du 10 000 mètres 2021
Navigation
Édition précédente Édition suivante
La Coupe d'Europe du 10 000 mètres 2021 (anglais : 2021 European 10,000m Cup) se déroule le 5 juin 2021 à Birmingham, au Royaume-Uni. La compétition se déroule sur la piste d'athlétisme de l'Université de Birmingham.

## Médaillés
| Épreuve     | Or                                 | Argent                               | Bronze                           |
| ----------- | ---------------------------------- | ------------------------------------ | -------------------------------- |
| Individuel  |                                    |                                      |                                  |
| Hommes      | Morhad Amdouni 27 min 23 s 39 (PB) | Bashir Abdi 27 min 24 s 41 (PB)      | Carlos Mayo 27 min 25 s 00 (PB)  |
| Femmes      | Eilish McColgan 31 min 19 s 35     | Selamawit Teferi 31 min 19 s 50 (PB) | Jessica Judd 31 min 20 s 96 (PB) |
| Par équipes |                                    |                                      |                                  |
| Hommes      | France 1 h 24 min 40 s 66          | Royaume-Uni 1 h 25 min 03 s 32       | Espagne 1 h 25 min 13 s 68       |
| Femmes      | Royaume-Uni 1 h 37 min 28 s 89     | Italie 1 h 37 min 35 s 06            | Pologne 1 h 38 min 26 s 05       |

## Résultats détaillés

### Hommes
| Rang               | Série | Athlète                       | Pays              | Temps    | Note   |
| ------------------ | ----- | ----------------------------- | ----------------- | -------- | ------ |
| Médaille d'or      | A     | Morhad Amdouni                | France            | 27:23.39 | PB     |
| Médaille d'argent  | A     | Bashir Abdi                   | Belgique          | 27:24.41 | PB     |
| Médaille de bronze | A     | Carlos Mayo                   | Espagne           | 27:25.00 | PB     |
| 4                  | A     | Nils Voigt                    | Allemagne         | 27:49.04 | PB     |
| 5                  | A     | Yann Schrub                   | France            | 27:49.64 | PB     |
| 6                  | A     | Jesús Ramos                   | Espagne           | 27:49.73 | PB     |
| 7                  | A     | Marc Scott                    | Grande-Bretagne   | 27:49.94 |        |
| 8                  | A     | Mo Farah                      | Grande-Bretagne   | 27:50.64 |        |
| 9                  | A     | Nekagenet Crippa              | Italie            | 27:51.93 | PB     |
| 10                 | A     | Emile Cairess                 | Grande-Bretagne   | 27:53.19 | PB     |
| 11                 | A     | Mehdi Frère                   | France            | 28:03.90 | PB     |
| 12                 | A     | Hiko Tonosa Haso              | Irlande           | 28:13.10 |        |
| 13                 | A     | Matt Leach                    | Grande-Bretagne   | 28:22.33 |        |
| 14                 | A     | Kristian Jones                | Grande-Bretagne   | 28:23.50 | PB     |
| 15                 | A     | Tadesse Getahon               | Israël            | 28:24.82 |        |
|                    | A     | Mohamud Aadan*                | Grande-Bretagne   | 28:25.79 | PB     |
| 16                 | B     | Pietro Riva                   | Italie            | 28:25.86 | PB     |
|                    | A     | Mahamed Mahamed*              | Grande-Bretagne   | 28:26.77 | PB     |
| 17                 | A     | Juan Antonio Pérez            | Espagne           | 28:27.91 |        |
| 18                 | A     | Florian Carvalho              | France            | 28:35.04 |        |
| 19                 | B     | Hlynur Andrésson              | Islande           | 28:36.80 | PB     |
|                    | A     | Hugo Milner*                  | Grande-Bretagne   | 28:36.95 |        |
| 20                 | B     | Tiidrek Nurme                 | Estonie           | 28:37.85 | PB     |
| 21                 | A     | Alberto Mondazzi              | Italie            | 28:38.97 | PB     |
| 22                 | A     | Yago Rojo                     | Espagne           | 28:43.70 |        |
| 23                 | B     | Lahsene Bouchikhi             | Belgique          | 28:45.30 | PB     |
| 24                 | A     | Italo Quazzola                | Italie            | 28:50.27 |        |
| 25                 | A     | Nicolae Alexandru Soare       | Roumanie          | 28:50.66 |        |
| 26                 | B     | Jamal Abdelmaji Eisa Mohammed | Athlètes réfugiés | 28:52.64 |        |
| 27                 | A     | François Barrer               | France            | 28:52.88 |        |
| 28                 | B     | Mykola Nyzhnyk                | Ukraine           | 28:52.98 |        |
| 29                 | B     | Archie Casteel                | Suède             | 28:53.64 | PB     |
| 30                 | A     | Raul Celada                   | Espagne           | 28:56.48 |        |
| 31                 | B     | Björn Koreman                 | Pays-Bas          | 29:06.56 | PB     |
| 32                 | A     | Ivan Strebkov                 | Ukraine           | 29:07.93 |        |
|                    | B     | Ellis Cross*                  | Grande-Bretagne   | 29:10.82 |        |
| 33                 | A     | Krystian Zalewski             | Pologne           | 29:11.48 |        |
| 34                 | B     | Clément Deflandre             | Belgique          | 29:15.02 | PB     |
| 35                 | B     | Nicolaï Saké                  | Belgique          | 29:19.96 | PB     |
| 36                 | B     | Miguel Marques                | Portugal          | 29:22.20 |        |
|                    | B     | Nigel Martin*                 | Grande-Bretagne   | 29:22.43 | PB     |
| 37                 | A     | Iliass Aouani                 | Italie            | 29:24.42 |        |
|                    | B     | Omar Ahmed*                   | Grande-Bretagne   | 29:26.22 | PB     |
| 38                 | A     | Francesco Breusa              | Italie            | 29:28.98 |        |
|                    | B     | Joshua Grace*                 | Grande-Bretagne   | 29:30.22 | PB     |
| 39                 | A     | Bukayaw Malede                | Israël            | 29:32.50 |        |
|                    | B     | Calum Johnson*                | Grande-Bretagne   | 29:33.52 |        |
| 40                 | A     | Roman Romanenko               | Ukraine           | 29:33.58 |        |
| 41                 | B     | Ihor Porozov                  | Ukraine           | 29:33.98 |        |
| 42                 | B     | Roman Fosti                   | Estonie           | 29:40.29 | PB     |
|                    | B     | Ollie Lockley*                | Grande-Bretagne   | 29:41.40 |        |
| 43                 | B     | Eero Saleva                   | Finlande          | 29:47.43 |        |
|                    | B     | Jack Gray*                    | Grande-Bretagne   | 29:58.93 |        |
| 44                 | B     | Micheal Power                 | Irlande           | 30:11.77 |        |
| 45                 | B     | Mitja Krevs                   | Slovénie          | 30:15.86 |        |
| 46                 | B     | Jáchym Kovář                  | Tchéquie          | 30:20.56 |        |
| 47                 | A     | Fabien Palcau                 | France            | 30:24.31 |        |
| 48                 | A     | Tachlowini Gabriyesos         | Athlètes réfugiés | 30:29.91 |        |
| 49                 | B     | Jānis Višķers                 | Lettonie          | 30:32.65 | PB     |
| 50                 | A     | Jorge Blanco                  | Espagne           | 30:33.28 |        |
| 51                 | B     | Marek Chrascina               | Tchéquie          | 30:37.50 |        |
|                    | B     | Matthew Clowes*               | Grande-Bretagne   | 30:40.03 |        |
| 52                 | B     | Luke Micallef                 | Malte             | 31:59.67 | PB     |
|                    | A     | Jake Smith                    | Grande-Bretagne   | DNF      |        |
|                    | A     | Yitayew Abuhay                | Israël            | DNF      |        |
|                    | A     | Samuel Barata                 | Portugal          | DNF      |        |
|                    | A     | Tom Anderson*                 | Grande-Bretagne   | DNF      |        |
|                    | A     | Seán Tobin*                   | Irlande           | DNF      | Lièvre |
|                    | A     | David McNeill*                | Australie         | DNF      | Lièvre |
|                    | B     | Ignas Brasevičius             | Lituanie          | DNF      |        |
|                    | B     | Cormac Dalton                 | Irlande           | DNF      |        |
|                    | B     | Paul O'Donnell                | Irlande           | DNF      |        |
|                    | B     | Primož Kobe                   | Slovénie          | DNF      |        |
|                    | B     | Fouad Idbafdil                | Athlètes réfugiés | DNF      |        |
|                    | B     | Dereje Chekole                | Israël            | DNF      |        |
|                    | B     | Adam Clarke*                  | Grande-Bretagne   | DNF      | Lièvre |
|                    | B     | Tom Marshall*                 | Grande-Bretagne   | DNF      | Lièvre |
|                    | B     | Timon Theuer                  | Autriche          | DNS      |        |

| Rang               | Pays            | Temps      | Notes |
| ------------------ | --------------- | ---------- | ----- |
| Médaille d'or      | France          | 1:23:16.93 |       |
| Médaille d'argent  | Grande-Bretagne | 1:23:33.77 |       |
| Médaille de bronze | Espagne         | 1:23:42.64 |       |
| 4                  | Italie          | 1:24:56.76 |       |
| 5                  | Belgique        | 1:25:24.73 |       |
| 6                  | Ukraine         | 1:27:34.49 |       |

### Femmes
| Rang               | Série | Athlète                | Pays            | Temps    | Note   |
| ------------------ | ----- | ---------------------- | --------------- | -------- | ------ |
| Médaille d'or      | A     | Eilish McColgan        | Grande-Bretagne | 31:19.35 |        |
| Médaille d'argent  | A     | Selamawit Teferi       | Israël          | 31:19.50 | PB     |
| Médaille de bronze | A     | Jessica Judd           | Grande-Bretagne | 31:20.96 | PB     |
| 4                  | A     | Verity Ockenden        | Grande-Bretagne | 31:43.70 | PB     |
| 5                  | A     | Amy-Eloise Markovc     | Grande-Bretagne | 32:04.38 |        |
| 6                  | A     | Luiza Gega             | Albanie         | 32:16.25 | PB     |
|                    | A     | Charlotte Arter*       | Grande-Bretagne | 32:17.40 |        |
| 7                  | A     | Susan Jeptooo          | France          | 32:31.80 | PB     |
| 8                  | A     | Samantha Harrison      | Grande-Bretagne | 32:31.80 |        |
| 9                  | A     | Maitane Melero         | Espagne         | 32:41.34 |        |
| 10                 | A     | Izabela Paszkiewicz    | Pologne         | 32:44.20 | PB     |
| 11                 | A     | Jennifer Nesbitt       | Grande-Bretagne | 32:48.67 |        |
| 12                 | A     | Jasmijn Lau            | Pays-Bas        | 32:53.93 |        |
|                    | A     | Beth Kidger*           | Grande-Bretagne | 32:54.75 |        |
| 13                 | B     | Tereza Hrochová        | Tchéquie        | 33:00.00 | PB     |
| 14                 | A     | Giovanna Epis          | Italie          | 33:02.23 |        |
| 15                 | B     | Anna Arnaudo           | Italie          | 33:02.70 | PB     |
|                    | A     | Mhairi MacLennan*      | Grande-Bretagne | 33:02.71 |        |
| 16                 | A     | Lizzie Lee             | Irlande         | 33:04.66 | PB     |
|                    | A     | Eleanor Bolton*        | Grande-Bretagne | 33:04.70 |        |
| 17                 | A     | Mélody Julien          | France          | 33:10.61 | PB     |
|                    | A     | Hannah Irwin*          | Grande-Bretagne | 33:11.08 | PB     |
| 18                 | B     | Angelika Mach          | Pologne         | 33:26.69 | PB     |
| 19                 | B     | Rebecca Lonedo         | Italie          | 33:27.56 | PB     |
| 20                 | B     | Jekaterina Patjuk      | Estonie         | 33:29.10 | PB     |
| 21                 | B     | Ine Bakken             | Norvège         | 33:34.59 | PB     |
|                    | A     | Clara Evans*           | Grande-Bretagne | 33:39.19 |        |
| 22                 | A     | Nina Lauwaert          | Belgique        | 33:45.80 |        |
| 23                 | A     | Hanne Mjøen Maridal    | Norvège         | 33:48.61 |        |
| 24                 | A     | Marta Galimany         | Espagne         | 34:05.87 |        |
| 25                 | B     | Federica Sugamiele     | Italie          | 34:08.12 | PB     |
|                    | A     | Kate Avery*            | Grande-Bretagne | 34:14.57 |        |
| 26                 | A     | Anna Bańkowska         | Pologne         | 34:15.16 |        |
|                    | B     | Sally Ratcliffe*       | Grande-Bretagne | 34:39.68 |        |
|                    | B     | Meghan Ryan*           | Grande-Bretagne | 34:46.46 |        |
| 27                 | A     | Iwona Bernardelli      | Pologne         | 34:49.99 |        |
| 28                 | B     | Karen Van Proeyen      | Belgique        | 34:57.27 | PB     |
|                    | B     | Annabel Gummow*        | Grande-Bretagne | 35:17.11 |        |
| 29                 | B     | Neja Kršinar           | Slovénie        | 35:23.25 |        |
| 30                 | B     | Vaida Žūsinaitė        | Lituanie        | 35:31.44 |        |
|                    | B     | Elisha Tait*           | Grande-Bretagne | 35:40.54 |        |
| 31                 | B     | Lisa Marie Bezzina     | Malte           | 35:43.97 |        |
|                    | B     | Kate Drew*             | Grande-Bretagne | 36:36.99 |        |
|                    | B     | Elizabeth Renondeau*   | Grande-Bretagne | 37:10.61 |        |
|                    | B     | Verity Hopkins*        | Grande-Bretagne | 37:21.69 |        |
|                    | A     | Natasha Cockram*       | Grande-Bretagne | DNF      |        |
|                    | A     | Renata Pliś            | Pologne         | DNF      |        |
|                    | A     | Samira Mezeghrane-Saad | France          | DNF      |        |
|                    | A     | Michelle Finn*         | Irlande         | DNF      | Lièvre |
|                    | A     | Allison Cash*          | États-Unis      | DNF      | Lièvre |
|                    | B     | Sarah Astin*           | Grande-Bretagne | DNF      |        |
|                    | B     | Nicole Taylor*         | Grande-Bretagne | DNF      |        |
|                    | B     | Becky Briggs*          | Grande-Bretagne | DNF      |        |
|                    | B     | Julia Mayer            | Autriche        | DNF      |        |
|                    | B     | Giovanna Selva         | Italie          | DNF      |        |
|                    | B     | Kate Seary*            | Grande-Bretagne | DNF      | Lièvre |
|                    | B     | Rebecca Murray*        | Grande-Bretagne | DNF      | Lièvre |
|                    | B     | Saskia Millard*        | Grande-Bretagne | DNF      | Lièvre |
|                    | A     | Hanna Lindholm         | Suède           | DNS      |        |
|                    | B     | Martina Merlo          | Italie          | DNS      |        |

| Rang               | Pays            | Temps      | Notes |
| ------------------ | --------------- | ---------- | ----- |
| Médaille d'or      | Grande-Bretagne | 1:34:24.01 |       |
| Médaille d'argent  | Italie          | 1:39:32.49 |       |
| Médaille de bronze | Pologne         | 1:40:26.05 |       |

- (*) Athlètes concourant pour le 10 000 m des championnats du Royaume-Uni mais ne figurant pas dans le classement de la Coupe d'Europe du 10 000 m.

## Légende
Records et Performances
- AR : Record continental (area record)
- CR : Record des championnats (championship record)
- MR : Record du meeting (meet record)
- NR : Record national (national record)
- OR : Record olympique (olympic record)
- PR : Record paralympique (paralympic record)
- PB : Record personnel (personal best)
- SB : Meilleure performance personnelle de la saison (season's best)
- WL : Meilleure performance mondiale de l'année (world leader)
- WJR : Record du monde junior (world junior record)
- WR : Record du monde (world record)

Circonstances et Conditions
- DNF : N'a pas terminé (did not finish)
- DNS : N'a pas pris le départ (did not start)
- DQ : Disqualification (disqualification)
- NM : Aucun essai valable enregistré (No Mark)
- Q : Qualifié « directement » au prochain tour (ou à la prochaine compétition), lors d'une compétition majeure, grâce au classement ou à la réalisation des minima (automatic qualifier)
- q : Qualifié au prochain tour (ou à la prochaine compétition), lors d'une compétition majeure, grâce au repêchage ou à la réalisation de l'une des meilleures performances parmi celles des « non qualifiés directement » (grâce au meilleur temps ou à la meilleure distance par exemple) (secondary qualifier)